# Typ Hansa Bremen
Die Baureihe des Typs Hansa Bremen (auch Hansa-Klasse) umfasst sechs für die Kühlfruchtfahrt entwickelte, aber universell einsetzbare Kühlschiffe. Gebaut wurde der Schiffstyp in den Jahren 1989 bis 1993 von den Werften Bremer Vulkan in Bremen und der Seebeckwerft in Bremerhaven.

## Geschichte

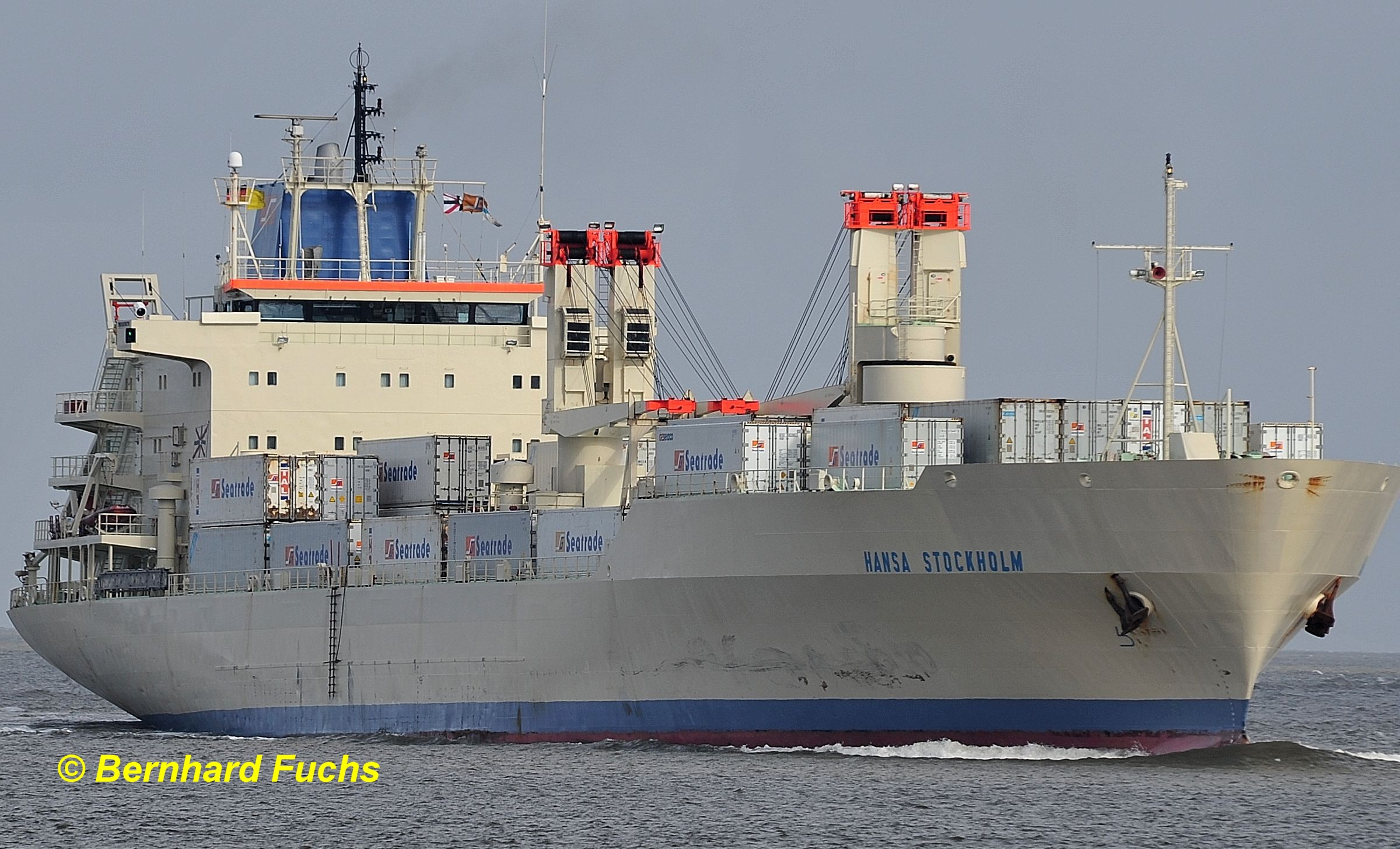
Die Hansa Stockholm

Die Reederei Leonhardt & Blumberg beauftragte die Bremer-Vulkan-Werft in Bremen mit der Entwicklung und dem Bau des schnellen und vielseitig einsetzbaren Kühlschiffstyp des Hansa Bremen-Typs. Namensgeber und Typschiff war die im März 1989 in Dienst gestellte Hansa Bremen. Im Mai desselben Jahres folgte noch das erste Schwesterschiff für dieselbe Reederei, die Hansa Visby. Beide Schiffe wurden bei Übernahme von der schwedischen Reederei Cool Carriers gechartert. Im Dezember 1990 übernahm die Hamburger Reederei den dritten Bau, die Hansa Lübeck, im Februar 1991 folgte die vierte Einheit, die Hansa Stockholm.
Mit den Schwesterschiffen Chiquita Bremen und Chiquita Rostock für die belgische Gesellschaft Great White Fleet folgten im Oktober 1992 und März 1993 die beiden letzten Schiffe des Schiffssextetts von der Schichau-Seebeck-Werft.

## Technische Daten und Ausstattung
Die Schiffe werden von einem Siebenzylinder-Zweitakt-Dieselmotor von MAN angetrieben (Typ 7 L 60 MC). Der Motor mit 11.220 kW Leistung, der direkt auf einen Festpropeller wirkt, wurde vom Bremer Vulkan in Lizenz gebaut. Die Schiffe erreichen damit eine Geschwindigkeit von 21 kn. Für die Stromversorgung stehen drei Dieselgeneratoren zur Verfügung. Einer der Generatoren verfügt über eine Scheinleistung von 1200 kVA, die beiden anderen über Scheinleistungen von jeweils 1712,5 kVA. Weiterhin wurde ein Notgenerator mit einer Scheinleistung von 250 kVA verbaut.
Für den Ladungsumschlag wurden die Schiffe mit vier Kranen mit einer Kapazität von jeweils 18 Tonnen ausgestattet. Die Krane befinden sich zwischen den Luken 1 und 2 sowie 3 und 4. Die von Leonhardt & Blumberg georderten Schiffe wurden mit einem anderen Krantyp ausgerüstet als diejenigen der Great White Fleet. Zusätzlich zur Kühlladung in den Räumen können auch Container an Deck geladen werden. Die Containerkapazität beträgt 290 TEU bei der Hansa Bremen bzw. 306 TEU bei den Nachfolgebauten.

## Bauliste
| Die Schiffe des Typ Hansa Bremen | Die Schiffe des Typ Hansa Bremen | Die Schiffe des Typ Hansa Bremen | Die Schiffe des Typ Hansa Bremen | Die Schiffe des Typ Hansa Bremen | Die Schiffe des Typ Hansa Bremen            |
| Bauname                          | Bauwerft/Baunummer               | IMO-Nummer                       | Auftraggeber                     | Ablieferung                      | Umbenennungen und Verbleib                  |
| -------------------------------- | -------------------------------- | -------------------------------- | -------------------------------- | -------------------------------- | ------------------------------------------- |
| Hansa Bremen                     | Bremer Vulkan/60                 | 8802088                          | Leonhardt & Blumberg, Hamburg    | 14. März 1989                    | 2017 Abbruch in Alang                       |
| Hansa Visby                      | Bremer Vulkan/61                 | 8802090                          | Leonhardt & Blumberg, Hamburg    | 30. Mai 1989                     | Baltic Summer (2013)                        |
| Hansa Lübeck                     | Bremer Vulkan/87                 | 8909068                          | Leonhardt & Blumberg, Hamburg    | Dezember 1990                    | 2017 Abbruch in Alang                       |
| Hansa Stockholm                  | Bremer Vulkan/88                 | 8909070                          | Leonhardt & Blumberg, Hamburg    | 21. Februar 1991                 | Baltic Spring (2013)                        |
| Chiquita Bremen                  | Seebeck/1098                     | 9014755                          | Great White Fleet                | 1. Oktober 1992                  | Bremen Reefer (2017) → Baltic Winter (2017) |
| Chiquita Rostock                 | Seebeck/1099                     | 9014767                          | Great White Fleet                | 1. März 1993                     | Rostock Reefer (2017) → Baltic Autum (2017) |